# Quasimidi
Quasimidi (Eigenschreibweise QUASIMIDI) war ein deutscher Hersteller von Synthesizern. Gegründet wurde Quasimidi im Jahre 1987 von Friedhelm Haar und Jörg Reichstein im hessischen Kirchhain. Im Jahr 1998 wurde der Firmensitz nach Rauschenberg verlegt; seit dem Jahre 2000 ist Quasimidi nicht mehr auf dem Markt präsent.

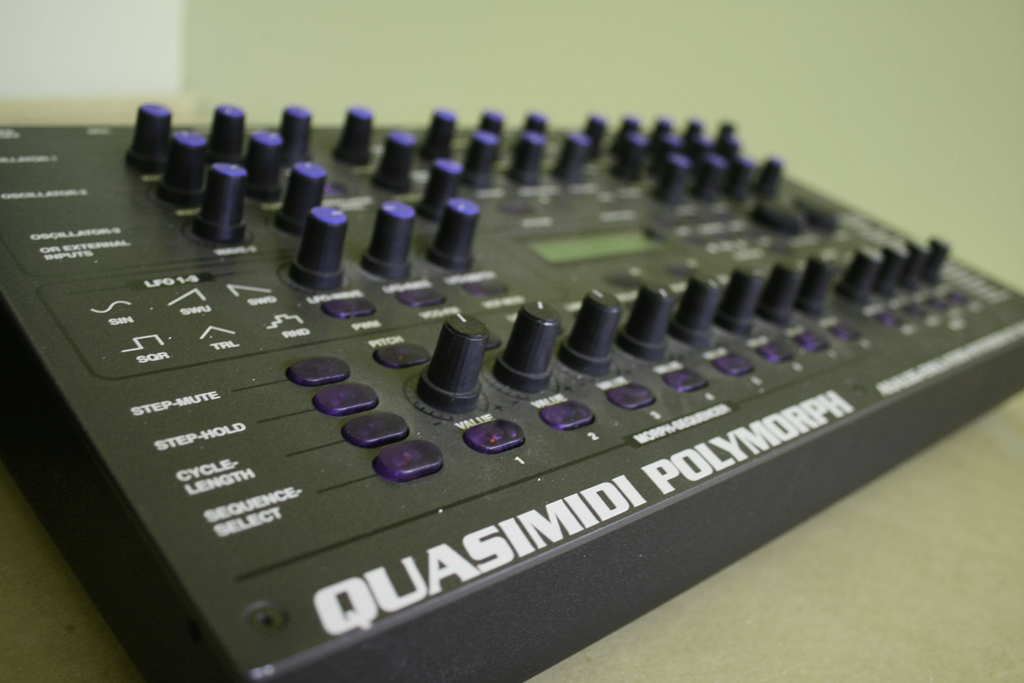
Synthesizer Polymorph von Quasimidi

## Die frühen Jahre (1987–1993)
In den ersten Jahren produzierte Quasimidi MIDI-Zubehör und -Erweiterungen. Hierbei hervorzuheben sind besonders die Erweiterungen für das zwischen 1987 und Anfang der 90er Jahre äußerst populäre MIDI-Synthesizer-Modul Roland MT-32, die Erweiterungen für die Roland-Keyboards der „E-Serie“ sowie der Masterkeyboard-Controller „Turbo-Volcon/D“(1989).

## Style Drive (1993)
Das erste „große“ Quasimidi-Gerät war der Style Drive – ein recht universell einsetzbarer MIDI-Prozessor, der in einem 19-Zoll-Gehäuse mit 1 Höheneinheit untergebracht ist. Neben dem Abspielen von Standard-MIDI-Files (SMF), die über das eingebaute Disketten-Laufwerk (720 kB) geladen werden, können auch eigene Styles (also „Sequenzen“) erstellt, abgespielt und gespeichert werden. Diese „universelle Begleitautomatik“ machten den Style Drive in erster Linie für Alleinunterhalter interessant.
Zusätzlich zum Style Drive erschien auch noch eine Fernbedienung – der Style Drive Commander. Durch diesen wurden die Möglichkeiten des Style Drive erheblich erweitert. Damit ist der Style Drive auch noch für heutige Ansprüche ein uneingeschränkt praxistaugliches Gerät. Die Kombination Style Drive und Commander ist heute (2008) noch bei etlichen Entertainern im Einsatz.

## Quasar (1993)
Der erste Synthesizer aus dem Hause Quasimidi war der Quasar, mit dem sich die Firma 1993 auch einem größeren Musikerkreis erschloss. Auch der Quasar, der in seiner Basis-Version zum damaligen Zeitpunkt fast 2000 DM kostete, war in einem 19-Zoll-Gehäuse mit 2 Höheneinheiten untergebracht.

### Konzept
Der Quasar war seinerzeit gewissermaßen als eine Art „Universalsynthesizer“ konzipiert, der verschiedene Arten der synthetischen Tonerzeugung, eine Effekt-Sektion, einen Arpeggiator sowie eine umfangreiche MIDI-Implementation in einem einzigen Gerät vereinte.
Erhältlich war der Quasar – so wie alle darauffolgenden Quasimidi-Geräte – entweder direkt über den Hersteller oder über eine der ans Kirchhainer „Mutterhaus“ angeschlossenen Filialen und Fachhändler aus dem DOEPFER-Netz, was sich auf eine großflächige Verbreitung leider etwas negativ auswirkte – wohl aber dafür sorgte, dass der Verkaufspreis insgesamt weitgehend niedrig gehalten werden konnte und somit recht „musikerfreundlich“ war.
Ein Teil des Erfolges des Quasar liegt sicherlich in der Tatsache begründet, dass das Gerät schon in seiner Grundausstattung mit einem sehr großen Vorrat an Werkspresets aus den unterschiedlichsten Musikbereichen aufwarten konnte. Punkten konnte der Quasar außerdem mit seiner – für damalige Verhältnisse – außergewöhnlich einfachen Bedienung, die zwar tiefergehende Klangbearbeitungen nicht zuließ, aber auf recht elegante Weise elementare Klangeingriffe gestattete, was wiederum für die meisten der „Quasarianer“ durchaus ausreichend war.
Als Manko des Quasar (und seiner „Verwandten“ – Technox, Caruso und The Raven) kann angesehen werden, dass der erzielbare Frequenzbereich recht eingeschränkt ist: Bei ca. 12 kHz ist Schluss! Grund hierfür ist die Tatsache, dass die verwendeten Bauteile zur Klangerzeugung und -beeinflussung bis an ihre Grenzen ausgereizt werden – obwohl die eingesetzte DA-Wandler-Technologie durchaus auch hochwertigere Signale hätte wiedergeben können. Hochwertigere Klangqualität (in Bezug auf den erzielbaren Frequenzbereich) hätte aber einen nicht unerheblichen Mehraufwand bei den Signalverarbeitungskomponenten zur Folge gehabt, was den Herstellungs- und Verkaufspreis des Quasar in andere Höhen getrieben hätte.

### Ausstattung und Bedienung
Der Quasar verfügt als eines der wenigen Geräte seiner Zeit über mehrere „Endlos-Drehregler“ (sog. Alpha-Dials), die einen schnellen Zugriff auf die verschiedenen Klangparameter sowie auf die Geräteeinstellungen ermöglichen. Als Display fungieren sowohl ein hintergrundbeleuchtetes 2x40-Zeichen-LC-Display als auch eine 2-stellige LED-Anzeige für die Anzeige des gewählten „Performance“-Programmes. Verschiedene Taster, die teilweise über LED-Statusanzeigen verfügen, runden das übersichtlich gestaltete Bedienfeld auf der Gerätefront ab.
Auf der Rückseite finden sich die „Schnittstellen zur Außenwelt“:
- Stereo-Summenausgänge
- 4 Einzel-Ausgänge
- 2 MIDI-In (gemerged), MIDI-Out und -Thru
- 1 programmierbarer Fußschalter-Anschluss

### Tonerzeugung
Quasimidi taufte die im Quasar verwendete Art der Klangerzeugung M.A.S.S. (Multi Algorithm Sound Synthesis System) – wohl um darauf hinzuweisen, dass hier verschiedene Klangsynthese-Techniken zum Einsatz kamen. Klangliches Herzstück des Quasar war ein Soundchip des französischen Herstellers DREAM (heute: Atmel), der folgende Synthese-Arten auf einem Chip vereinigt:
- FM-Synthese
- Additive Synthese
- Subtraktive Synthese
- Sampling-Synthese

Als Basis für die meisten Klänge dient ein 8 MB großes ROM; insgesamt verfügt der Quasar über einen Soundvorrat von über 1000 Klängen (Single Sounds). Diese liefern ihrerseits wieder die Basis für 200 ROM-basierte Performance-Sounds, weitere 100 Performances lassen sich als benutzerdefinierte Klang-Kombinationen im Quasar-internen RAM abspeichern. Eine Performance kann bis zu 4 verschiedenen Single-Sounds bestehen, die beliebig geschichtet (gelayered) und/oder ineinander überblendet werden können.
Insgesamt ist der Quasar 24-stimmig polyphon (im Single-Modus) und via MIDI 16-fach multitimbral spielbar.

### Effekte
Basis der Effektsektion des Quasar ist ein Digitaler Signalprozessor (DSP) von Analog Devices (ADSP-2105). Dieser eine Chip ist für die beiden unabhängig voneinander ansprechbaren Effektsektionen zuständig – obwohl also Quasimidi im Original-Quasar-Prospekt von 1993 von [ (...) zwei Hochleistungs-Effektprozessoren (…)] (PDF; 1,37 MB) spricht, so ist es doch nur ein einziger „Rechenknecht“, der die gesamte Effekt-Arbeit verrichten muss.
Neben den „üblichen“ Effekten wie u. a. Hall, Chorus, Flanger und verschiedenen Delays (= Echo-Effekten) verfügt der Quasar auch über „Rotor-Kabinett“-Effekte, was ihn für die Erzeugung ansprechender Orgel-Sounds prädestiniert.
Anmerkung: Die Programmierung von mehr oder weniger realistischen Hall-Effekten ist äußerst aufwendig. Entwicklung und Implementation der entsprechenden DSP-Routinen können – vor allem bei kleinen Unternehmen – einen nicht unerheblichen finanziellen Mehraufwand darstellen. Um den erforderlichen Aufwand in vertretbaren Grenzen zu halten, kam es den Quasar-Entwicklern zugute, dass just zu jener Zeit eine „außereuropäische Synthesizer-Schmiede“ für die Realisation der Effektsektion eines ihrer Geräte genau den gleichen DSP-Chip wie Quasimidi einsetzte. Es folgte: ein wenig Disassemblierung, etwas „Kosmetik“ und: Voilà! Der Quasar hatte seinen „eigenen“ Hall …

### Erweiterungen
Schon recht bald nach seinem Erscheinen im Jahr 1993 zeigte sich, dass das Gerät vor allem bei Musikern aus dem Techno-Bereich auf große Resonanz gestoßen war. Das lag zum einen an seiner einfachen Bedienbarkeit und zum anderen an der für diese Art von Musik hervorragenden Sound-Auswahl. Wenngleich im Quasar nach wie vor viele Klänge aus der „Tanzmusiker- und Alleinunterhalter-Sektion“ zu finden waren (wie z. B. Akkordeons und verschiedene Orgeln), so konnte der Quasar durch seine reiche Auswahl an techno-kompatiblen Bass- und Drum-Sounds in diesem Bereich viele Freunde finden. Nun zeigte sich weiterhin, dass Quasimidis Konzept, beim Quasar von Anfang an auf Erweiterbarkeit zu setzen, aufgehen konnte (und auch tat). Zwei Erweiterungssteckplätze im Innern des Geräts hatten die Entwickler dem Quasar spendiert.

#### Techno-Rave-und-Elektronik-Modul (TRE-Modul) (1994)
Als erstes Erweiterungsmodul erschien Anfang 1994 das sogenannte TRE-Modul. Hierbei handelt es sich um ein – recht klobig wirkendes – in Kunstharz gegossenes 1 MB großes ROM-Modul, dessen zumeist rein synthetisches Klangmaterial die Basis für weitere 256 Klänge (und 100 Performances) aus den Bereichen Techno-, Trance-, House- und Elektronik-Musik bildet.

#### RAM-Board (1994)
Dieses Erweiterungsmodul setzt die Version 2.0 des Quasar-Betriebssystems voraus, welche Anfang 1994 in Form von 2 E-PROMs an die Quasar-Gemeinde ausgeliefert wurde. Mit dem RAM-Board kann der Quasar nun auch mit „Fremd-Klangmaterial“ gefüttert werden. 768 kByte nichtflüchtiger Speicher stehen hierfür zur Verfügung. Das ins Gerät eingebaute Modul wird via „MIDI Sample Dump Standard“ – also über SysEx-Daten mit Samples versorgt. Dies setzte den Gebrauch eines „MIDIfizierten“ Computers samt passender Samplebearbeitungs-Software fast zwingend voraus, womit der Kreis der damaligen RAM-Board-User insgesamt recht eingeschränkt war – und dieses Modul gewissermaßen zu einem Mauerblümchen-Dasein verdammt war.

#### Hardcore-Modul (1995)
Bis heute ein Unikum im Bereich „Sound-Erweiterungen“ stellt das Hardcore-Modul dar, das auf der Musikmesse Frankfurt 1995 vorgestellt wurde. Wie sein „Bruder“, das TRE-Modul, verfügt auch das Hardcore-Modul über 256 Single-Sounds und 100 Performances in seinem 1 MB ROM. Die Klang-Auswahl – in erster Linie harte, oft verzerrte Synthetik-Klänge und Metall-Sounds – richtet sich hier in erster Linie an Musiker aus den Bereichen Gabber, Hardcore, Industrial und Electronic Body Music.
Anmerkung: Ein Teil der Quasimidi-Sound-Designer verbrachte mehrere Nächte damit, die heimischen Küchen auf der Suche nach „klanglich Verwertbarem“ durchzuforsten. Ein nicht unerheblicher Teil der im Hardcore-Modul zu findenden „Metall-Sounds“ besteht somit aus diversen Pfannen, Töpfen (mit und ohne Deckel), „Deckel solo“ – alles geschlagen mit allem, was sich hierzu heranziehen lässt (Hammer, Kochlöffel, diverse Messer, Schraubendreher …)

## The Raven (1995)

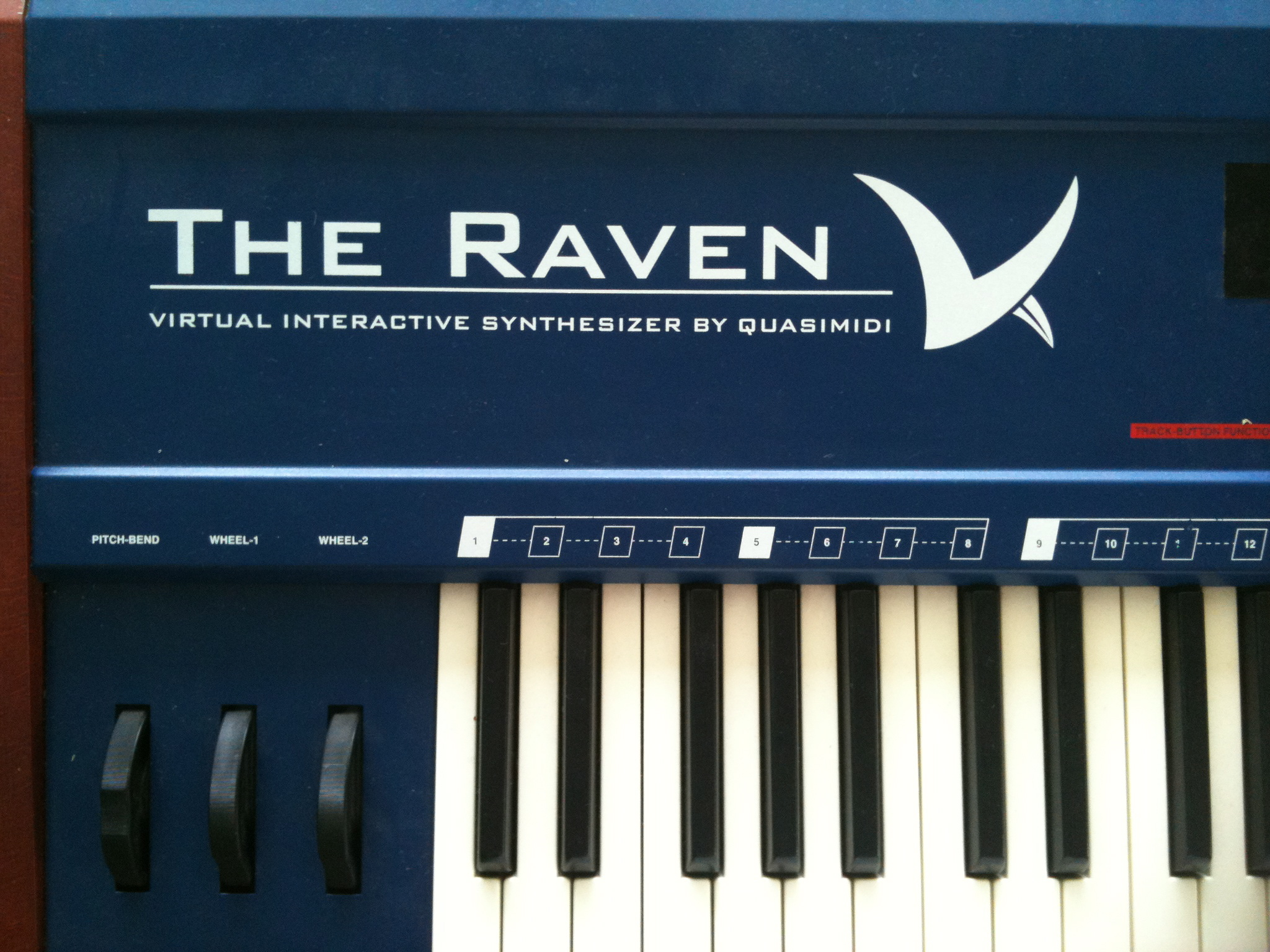
Quasimidi-Raven

Der „Raven“ war als klassisches Masterkeyboard für den Dance/Techno-orientierten Musiker konzipiert und enthielt – im Gegensatz zum Cyber-6 – eine Klangerzeugung.

## Cyber-6 (1995)
Der Cyber-6 war als klassisches Masterkeyboard für den Dance/Techno-orientierten Musiker konzipiert und enthielt keine eigene Klangerzeugung. Er kam im robusten Metallgehäuse mit klassisch angehauchten Seitenteilen aus Echtholz sowie einer qualitativ hochwertigen Klaviatur daher. Er verfügte über zwei Motivatoren (Quasimidis Begriff für eine dem Arpeggiator angelehnte Erzeugung von Notensequenzen, die jedoch über die herkömmlichen Möglichkeiten eines Arpeggiators hinausgingen), einen 8-Spur-Sequenzer, Endlosdrehregler für MIDI-Controller sowie zwei MIDI-Ausgänge. Trotz des gelungenen Konzepts war dem Cyber-6 jedoch nur geringer Erfolg beschieden, wozu etliche Schwächen in der implementierten Firmware beitrugen.

## Sirius (1997)
Der Sirius ist Synthesizer, 11-Band-Vocoder und Sequencer zugleich. Des Weiteren wurden Drumsounds, Effekte und ein Arpeggiator integriert. Der Synthesizer bietet bei 28 Stimmen 7-fache Multitimbralität mit je 2 Oszillatoren je Stimme, die sich aus einem Pool von 128 Wellenformen bedienen. Spezielles Gimmick ist eine integrierte Zufallsfunktion für sämtliche Parameter. Der Vocoder lässt sich auch als Filterbank für die Synth-Parts verwenden. Die Klaviatur verfügt über vier Oktaven. Besonders gelobt wird die Benutzerfreundlichkeit der Bedienoberfläche mit ihren Reglern und Tastern die zum Teil mehrfach belegbar sind.

## Rave-O-Lution 309
Die Rave-O-Lution war eine Groove-Box mit Sequenzer und einer Vielzahl von Drum und Bass-Klängen mit der Möglichkeit der Echtzeitmanipulation. Sie war 5-fach multitimbral mit 5 separaten parts für Kick, Snares, Hi-Hats, Percussion und Bass deren Klang in vielfältiger Weise beeinflussbar war. Das Konzept war an die TB303 angelehnt und für Techno ausgelegt. Gegenüber der ersten Version wurden später Erweiterungen vorgenommen: zwei Audioeingänge und zwei weitere Audioausgänge kamen hinzu. Ferner gab es mehr Drum- und Percussion-Samples sowie Midi-synchronisierte LFOs hinzu. Die Synthese-Engine hatte einen zweiten Bass / Lead-Synth.

## Polymorph (1998)

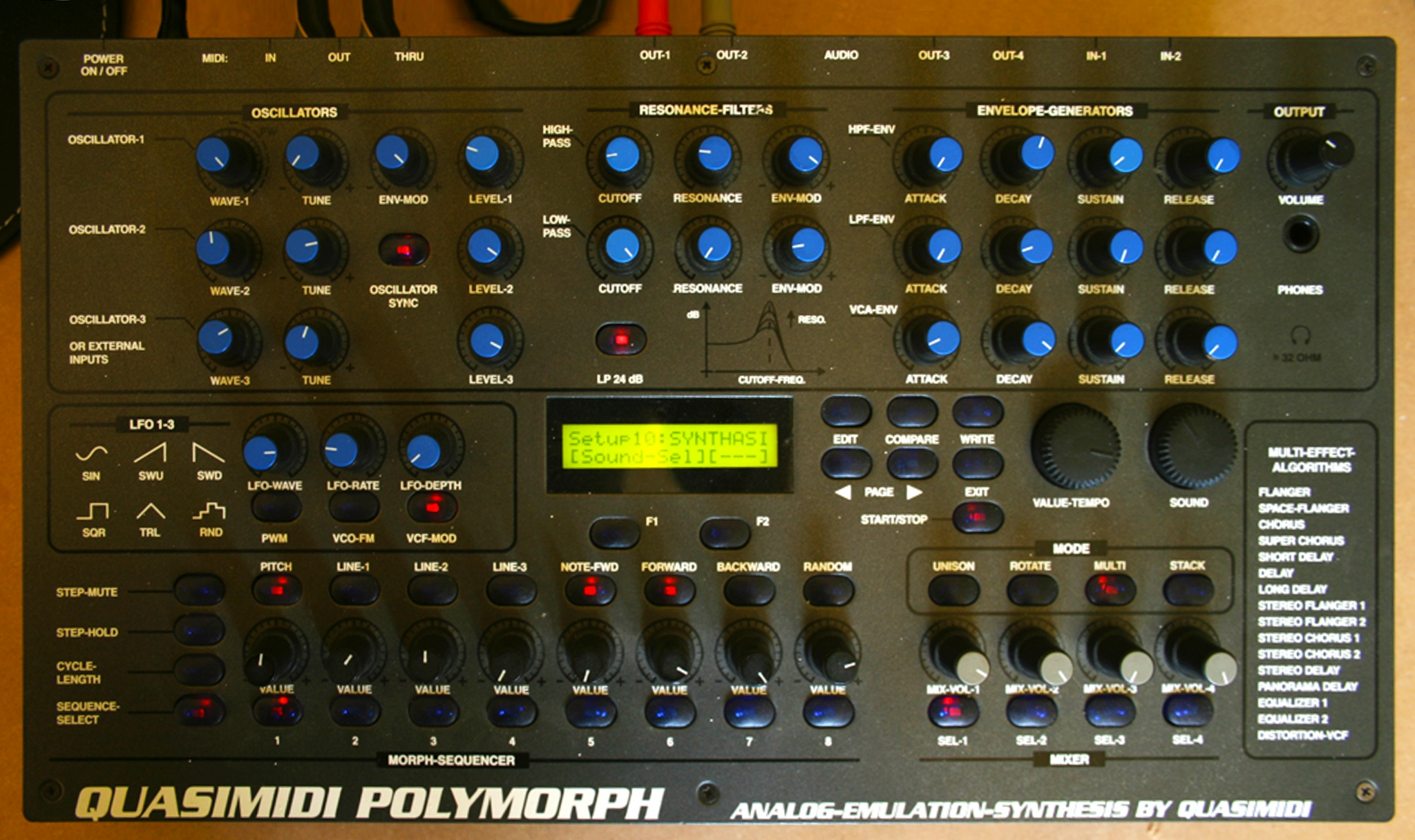
Polymorph

Der Polymorph war ein Rack-Synthesizer der ebenfalls auf der Modellierung analoger Klänge basierte und der Nachfolger der Ravelution. Er hatte 128 sounds und 64 setups, 16 parts und eine aufwändige Filtersektion. Klänge konnten auf der Basis von 3 Oszillatoren per morphing ineinander überführt werden. Einzelne Hüllkurven und Filter pro Oszillator boten eine vollständig optimierbare Synthese. Es gab einen Sequenzer mit 16 Schritte, 8 Variationen, 4 Stimmen. Parts und einzelne Noten konnten in Echtzeit stummgeschaltet oder geändert werden.

## Zusammenfassung
Im Jahre 2001 ging die Firma in die Insolvenz.
Trotz der kurzen Firmengeschichte erfreuten sich die Geräte – wegen ihrer innovativen Technologien und des vergleichsweise günstigen Preises – großer Beliebtheit unter Musikern (u. a. Kraftwerk, Tangerine Dream, Klaus Schulze, Jean-Michel Jarre).
- QUASIMIDI-Supportseite. Index. In: quasimidi.eu. Matthias Spelbrink, archiviert vom Original am 14. Oktober 2009 (erstes verfügbares Memento; weitere in der Zeitleiste anklickbar).
- Sirius auf vintageSynth.com
- Rave-O-Lution 309 auf vintageSynth.com
- Polymorph auf vintageSynth.com
- Quasimidi Techno Box auf encyclotronic.com
- Sirus auf matrixSynth.com
- Sirius auf sequencer.de

## Belege
1. ↑  QUASIMIDI: Quasar. W.W.W.K.D, 2015, abgerufen am 19. Juli 2020.
2. ↑  Quasimidi Sirius | Vintage Synth Explorer. Abgerufen am 19. Juli 2020.
3. ↑  Quasimidi Rave-O-Lution 309 | Vintage Synth Explorer. Abgerufen am 19. Juli 2020.
4. ↑  Quasimidi PolyMorph | Vintage Synth Explorer. Abgerufen am 19. Juli 2020.
5. ↑  Jens Vetter: Green Box: Quasimidi Polymorph, VA Synthesizer. In: AMAZONA.de. 18. Juli 2015, abgerufen am 18. Juli 2020.
6. ↑  Interview: Jörg Schaaf, von Quasimidi bis Radikal Technologies. In: AMAZONA.de. 12. April 2015, abgerufen am 18. Juli 2020.